# Silent Hill (видео-игра)
Silent Hill је хорор видео-игра из 1999. године коју је развио Team Silent, група унутар Konami Computer Entertainment Tokyo, а објавио Konami за PlayStation. То је први део серије видео-игара Silent Hill. Silent Hill користи приказ из трећег лица са рендеровањем 3D окружења у реалном времену. Да би ублажили ограничења хардвера конзоле, програмери су користили маглу и таму у даљини како би заклонили графику и сакрили искачуће прозоре, што је, заузврат, помогло да се успостави атмосфера и мистерија игре. За разлику од ранијих игара хорора које су се фокусирале на протагонисте са борбеном обуком, лик играча у Silent Hill-у је „обичан човек“.
Игра прати Харија Мејсона док тражи своју несталу усвојену ћерку у истоименом измишљеном америчком граду Сајлент Хил. Наилазећи на култ који спроводи обред оживљавања божанства, он открива њено право порекло. Могуће је добити један од пет завршетака игре, у зависности од акција које играч предузме, укључујући и један који је смешан.
Silent Hill је добио позитивне критике након објављивања и био је комерцијално успешан. Многи сматрају да је једна од најбољих видео-игара икада направљених, као и дефинишућим насловом у жанру хорора преживљавања, удаљавајући се од елемената хорора Б филмова ка психолошком хорор стилу, наглашавајући атмосферу. Објављене су разне адаптације Silent Hill-а, укључујући визуелни роман из 2001. године, играни филм Silent Hill из 2006. године и реинтерпретацију игре из 2009. године под називом Silent Hill: Shattered Memories. Након игре уследили су Silent Hill 2 из 2001. године и директан наставак, Silent Hill 3, из 2003. године.

## Гејмплеј
Циљ играча је да води главног протагонисту, Харија Мејсона, кроз град пун чудовишта док он тражи своју изгубљену ћерку, Шерил. Играње у Silent Hill-у се састоји од борбе, истраживања и решавања загонетки. Игра користи поглед из трећег лица, при чему камера повремено прелази у друге углове ради драматичног ефекта у унапред дефинисаним областима. Овај приступ се разликује од старијих survival horror игара, које су се често мењале кроз различите углове камере користећи унапред рендероване позадине. Пошто Silent Hill нема хедс-ап дисплеј, играч мора да консултује посебан мени да би проверио Харијево „здравље“ у сличним карактеристикама раних Resident Evil наслова.
Хари се суочава са чудовиштима у свакој области користећи и оружје за блиску борбу и ватрено оружје. Будући да је обичан човек, Хари не може да издржи много удараца од непријатеља и отежано дише након спринта. Његово неискуство са ватреним оружјем значи да је његово нишањење, а самим тим и играчево циљање непријатеља, често нестабилно. Преносиви радио сакупљен на почетку игре упозорава Харија на присуство оближњих створења помоћу налета статичког електрицитета, иако играчи могу да изаберу да искључе радио ако то желе.
Играч се подстиче да што пре пронађе и сакупи мапе сваке области. Ове мапе, стилски сличне туристичким мапама, олакшавају навигацију кроз свет игре. Доступне из менија и читљиве само када је довољно светлости, свака мапа је означена занимљивим местима. Видљивост је углавном ниска због магле и мрака; ово последње је преовлађује у „Другом свету“. Играч проналази батеријску лампу на почетку игре, која осветљава само кратку удаљеност. Као и радио, играч може да изабере да искључи батеријску лампу, што чини игру тамнијом, али отежава чудовиштима да пронађу играча. Навигација кроз Сајлент Хил захтева од играча да пронађе кључеве и реши загонетке.

## Пријем
Silent Hill је добио „генерално повољне критике“ на веб-сајту за рецензије Metacritic. Игра је продата у преко два милиона примерака, што је Silent Hill-у обезбедило место на америчкој листи највећих хитова за PlayStation, буџетски доступних издања. У новембру 1999. године, Verband der Unterhaltungssoftware Deutschland (VUD) је доделио „златни“ сертификат, што указује на продају од најмање 100.000 јединица широм Немачке, Аустрије и Швајцарске.
Трајна популарност игре као прве у серијалу препозната је дуго након њеног објављивања. Листа најбољих PlayStation игара из 2000. године коју је објавио IGN рангирала ју је као 14. најбољу, док је чланак GameSpy-ја из 2005. о најбољим PlayStation играма поставио Silent Hill као 15. најбољу игру произведену за конзолу. У видеу GameTrailers из 2006. године, Silent Hill је рангиран као број један на њиховој листи десет најстрашнијих игара свих времена. Године 2005, игри је приписано признање за померање жанра survival horror од елемената хорора Б филмова ка психолошком стилу виђеном у уметничким и јапанским хорор филмовима, због фокуса на узнемирујућу атмосферу, а не на висцерални хорор. У новембру 2012. године, Time ју је прогласио једном од 100 најбољих видео игара свих времена.